# Wohin gehst du?
Wohin gehst du? ist ein Lied des deutschen Schlagersängers Roland Kaiser aus dem Jahr 1982 zu einem Text von Norbert Hammerschmidt, Norman Ascot und Kaiser selbst. Produziert wurde es von Thomas Meisel. Das Lied erschien im Februar 1982 als Singleauskopplung des Albums In Gedanken bei dir. Auf der B-Seite befindet sich Dann bist du da.
Der Schlager beschreibt das unruhige Gefühl eines Mannes, der einen Nebenbuhler ertragen muss. Mit Wohin gehst du? fragt er seine Angebetete in der Hoffnung, sie möge zu ihm zurückfinden. 2017 sang er eine modernisierte Neuaufnahme für die Kompilation Stromaufwärts – Kaiser singt Kaiser ein.
Das Lied wurde mehrfach gecovert, unter anderem 2019 von DJ Herzbeat und Sarah Lombardi.

## Charts und Chartplatzierungen
Wohin gehst du? erreichte in Deutschland Rang 23 der Singlecharts und konnte sich 15 Wochen in den Charts platzieren. Für Kaiser wurde es als Autor sowie als Interpret zum achten Charthit in Deutschland.
| ChartsChartplatzierungen | Höchstplatzierung | Wochen |
| ------------------------ | ----------------- | ------ |
| Deutschland (GfK)        | 23 (15 Wo.)       | 15     |